# Guitars (Mike Oldfield-album)
A Guitars (magyarul: Gitárok) Mike Oldfield 1999-es, tizennyolcadik nagylemeze.
Az album különböző stílusú, kivétel nélkül instrumentális szerzeményeket tartalmaz. Ahogy arra a lemez címe is utal, az album a gitárhangra épül. Olyannyira, hogy Oldfield az összes hangot gitárral, vagy annak eltorzított hangjával állította elő, még a dobot is.

## Számok
1. "Muse" – 2:12
2. "Cochise" – 5:15
3. "Embers" – 3:51
4. "Summit Day" – 3:46
5. "Out of Sight" – 3:48
6. "B. Blues" – 4:30
7. "Four Winds" – 9:32
8. "Enigmatism" – 3:32
9. "Out of Mind" – 3:46
10. "From the Ashes" – 2:28

A darabok közt csak egyetlen hosszabb, több részből álló szerzemény található, a Four Winds (magyarul: Négy szél). A négy égtájra utal a benne található négy téma. Szerkezete a következő: (A címek nincsenek a lemezeken feltüntetve.)
0:00 – 1:35 North (1:35)

1:35 – 3:49 South (2:14)

3:49 – 6:14 East (2:25)

6:14 – 9:25 West (3:11)

## Zenészek
Mike Oldfield – gitárok, midi gitár, gitárminták.

## Produkció
Felvétel: Roughwood Studio.
Producer és hangmérnök: Mike Oldfield.
Hangmérnök asszisztens: Ben Darlow.

## Érdekességek
- Ez Oldfield egyetlen olyan lemeze, melyen egyetlen vendégzenész sem játszik, minden hangot egyedül ő állított elő.